# Paris, etc.
Paris, etc. è una serie televisiva francese, creata da Zabou Breitman nel 2017 per Canal+.

## Trama
La serie racconta la storia del destino di cinque donne nella Parigi di oggi: Marianne, Mathilde, Nora, Allison e Gil.

## Episodi
| Stagione       | Episodi | Prima TV Francia | Pubblicazione Italia |
| -------------- | ------- | ---------------- | -------------------- |
| Prima stagione | 12      | 2017             | 2018                 |

## Personaggi e interpreti

### Personaggi principali
- Marianne, interpretata e doppiata da Valeria Bruni Tedeschi.
- Mathilde, interpretata da Anaïs Demoustier, doppiata da Eleonora Reti.
- Nora, interpretata da Naidra Ayadi, doppiata da Rossella Acerbo.
- Allison, interpretata da Lou Roy-Lecollinet, doppiata da Marta Filippi.
- Gil, interpretata da Zabou Breitman, doppiata da Roberta Greganti.
- Bruno, interpretato da Hippolyte Girardot, doppiato da Teo Bellia.
- Fred, interpretato da Bruno Todeschini, doppiato da Francesco Prando.
- Julien, interpretato da Yannick Choirat, doppiata da Andrea Lavagnino.
- Léo, interpretato da Niels Schneider.

### Personaggi ricorrenti
- Jacques Bernaud, interpretato da Denis Podalydès, doppiato da Massimo De Ambrosis.
- Jaja, interpretata da Sophie Le Garles, doppiata da
- David Boring, interpretato da Estéban, doppiato da Gianluca Crisafi.
- Sami, interpretato da Samir Zrouki, doppiato da Marco Barbato.

### Personaggi secondari
- Sami Bodin, interpretato da Samir Zrouki, doppiato da Marco Barbato.
- Arthur, interpretato da Nicolas Avinée, doppiato da Guido Gelardi.
- Cindy Lopez, interpretata da Mélanie Doutey, doppiata da Emanuela D'Amico.